# The Ly-Dells
The Ly-Dells fue un grupo estadounidense de doo wop originario de Filadelfia. Desde sus comienzos en 1959 hasta 1965 publicaron 26 éxitos. Sus miembros, solían llevar a cabo sus ensayos en las calles de la zona oeste de la ciudad, hasta que alrededor de 1961, la empresaria Inez Ryan de Ridley Park los vio actuar y decidió hacerse cargo de la gestión del grupo.
Uno de sus más afamados éxitos, consiste en el tema Wizard of Love, una balada de armonía vocal recogida en la recopilación The Golden Age of American Rock'n'Roll como una de las principales dentro de la antología estadounidense de los primeros éxitos del rock and roll.